# Toine Hezemans
Toine Hezemans (Eindhoven, 15 april 1943) is een Nederlands oud-autocoureur. Hij reed in toerwagens en prototype-raceauto's. Dit deed hij voornamelijk in de jaren '60 en '70. Tegenwoordig werkt hij als sleutelfiguur voor Phoenix Carsport.
Hezemans won in 1970 en 1971 de European Touring Car Championship met een Alfa Romeo 1750/2000 GTAm, in 1973 met een BMW 3.0 CSL en in 1975 met een Porsche 934. Tevens won hij in 1973 de 24 uur van Spa-Francorchamps, samen met Dieter Quester.
In de jaren 70 reed Hezemans tevens een Alfa Romeo Tipo 33-prototype, waarmee hij de Targa Florio van 1971 won.
Zijn zoon, Mike Hezemans, rijdt momenteel als een van de Phoenix Carsport-racers.
Zijn andere zoon, Loris Hezemans, rijdt in de NASCAR Cup Series.

## Gewonnen races
- Winnaar van het FIA Europees Kampioenschap voor toerwagens in 1970 en 1973
- Winnaar in 1969 samen met Gijs van Lennep van de zes uur van Nürburgring
- Winnaar in 1970 en 1974 van de 4 uur van Jarama en de 4 uur van Monza in 1970 en 1971
- Winnaar van de Targa Florio in 1971
- Winnaar van de 24 uur van Spa-Francorchamps in 1973
- Winnaar van de 24 uur van Le Mans in de klasse TS in 1973 en in de klasse GTS 1975
- Winnaar van het FIA Europees Kampioenschap GT in 1976
- Winnaar van de 24 uur van Daytona in 1978
- Winnaar van de 6 uur van Watkins Glen in 1978